# 제3차 대만 해협 위기
제3차 타이완 해협 위기(중국어: 第三次台灣海峽危機, 영어: Third Taiwan Strait Crisis)는 1995년 7월 21일부터 1996년 3월 23일까지 대만 해협을 포함한 대만 주변 해역에서 중화인민공화국이 행한 일련의 미사일 실험으로 발생한 군사적 위기다.

## 리덩후이의 코넬 대학교 방문
1995년 대만 총통이던 리덩후이가 모교인 코넬 대학교로부터 대만의 민주화에 관한 경험을 연설해 달라는 초청을 받자 대만을 국제외교에서 고립시키려던 중국은 이를 방해하기 시작했다. 중국은 리덩후이가 대만 독립운동을 추진하는 인물이라며 중국의 안전에 위협이 되는 인물이라고 주장했다.
리덩후이는 1994년 남아메리카를 방문하고자 해외 순방길에 나섰을 때 호놀룰루에 들러 급유를 받고자 했으나 미국 정부가 입국 비자를 내주지 않아 히캄 공군기지에서 발이 묶여 기내에서 하룻밤을 묵어야 하는 굴욕을 당한 적이 있었다. 이때 미국 국무부 관계자는 귀찮은 상황이라고 언급했고 리덩후이는 자신을 2류 지도자로 취급했다며 항의했다.
리덩후이가 코넬 대학교를 방문코자 하자 워런 크리스토퍼 미국 국무장관은 첸치천 중국 외교부장에게 미국과 대만은 비공식적인 관계에 있으므로 리덩후이에 대한 비자 발급은 모순이라고 언질을 주었다. 하지만 대만 지지자들의 지원을 받은 미국 의회가 움직여서 리덩후이가 미국을 방문할 수 있도록 국무부에 요구하는 결의안을 하원에서는 396표 대 0표(기권 38표)로, 상원에서는 97표 대 1표(기권 2표)로 가결했다. 5월 22일 국무부는 기존의 태도에서 완화된 입장을 보이기 시작했고 중국은 미국의 그러한 태도가 미중 관계를 해친다고 비난했다.
결국 6월 9일부터 이틀에 걸쳐 리덩후이는 코넬 대학교 동창회에 참석하고 강연까지 무사히 마치고 돌아갔다. 이후 중국의 관영 언론들은 리덩후이를 중국을 분단시키려 하는 반역자로 낙인찍기 시작했다.

## 중국과 미국의 갈등
미국이 입장을 선회하여 비자를 발급하자 중국은 격분했다. 1995년 중국 인민해방군 부참모장 슝광카이 중장은 미국이 대만 문제에 개입한다면 중국은 핵무기로 로스앤젤레스를 파괴할 거라는 공개적인 발언까지 내놓았다. 7월 7일 신화통신사는 군의 탄도미사일 시험을 보도했는데 7월 21일부터 26일까지 대만의 영토인 펑자섬 북쪽 60km에 해당하는 지역에서 시행할 것이며 대만과 인접한 푸젠성의 군도 동원하기로 했다. 이후에도 리덩후이의 리덩후이의 대만 해협 정책을 비난하는 수많은 논평이 신화통신과 인민일보에서 터져나왔다. 8월 15일부터 25일까지 또 실탄을 동반한 미사일 발사가 이루어졌으며 11월에는 육해군 합동 훈련이 광범위하게 진행됐다.
중국의 무력 시위에 미국도 베트남 전쟁 이후 최대의 군사력을 동원해 응대했다. 1996년 3월 빌 클린턴 미국 대통령은 대만 해협에서 함정을 증강하라고 명령했고 니미츠 항공모함은 대만 해협을 통과하면서 중국의 군사적 대응에 굴하지 않겠다는 뜻을 확실히 했다.

## 대만 총통 선거
| Keelungclass=notpageimage\| 지룽시(오렌지색)의 먼 해역에 해당하는 4개의 붉은 점이 감싼 구역(23°13′N 122°20′E, 25°13′N 122°40′E, 24°57′N 122°40′E, 24°57′N 122°20′E)에서 1996년 3월 8일부터 15일까지 군사 훈련이 이루어졌다. |  | Kaohsiungclass=notpageimage\| 가오슝시(오렌지색)의 먼 해역에 해당하는 4개의 붉은 점이 감싼 구역(22°38′N 119°25′E, 22°38′N 119°45′E, 22°22′N 119°45′E, 22°22′N 119°25′E)에서 1996년 3월 8일부터 15일까지 군사 훈련이 이루어졌다. |  | class=notpageimage\| 4개의 붉은 점이 감싼 구역(23°57′N 118°06′E, 23°25′N 118°50′E, 22°30′N 117°30′E, 23°01′N 116°46′E)에서 1996년 3월 8일부터 15일까지 군사 훈련이 이루어졌다. |  | class=notpageimage\| 4개의 붉은 점이 감싼 구역(25°50′N 119°50′E, 25°50′N 119°50′E, 24°54′N 119°56′E, 25°12′N 119°26′E)에서 1996년 3월 8일부터 15일까지 군사 훈련이 이루어졌다. |

1996년 대만 총통 선거를 앞두고 중국은 리덩후이가 당선되는 것은 곧 전쟁이라는 메시지를 보내기 시작했다. 3월 23일에 예정된 총통 선거를 얼마 앞두지 않은 8일부터 15일까지 지룽시와 가오슝시 항구에서 25~35마일 지점을 향해 미사일을 발사했다. 두 도시는 대만을 대표하는 항구도시로서 대만 해협 선박 수송의 70% 이상을 담당하고 있었기에 혼란은 극에 달했다.
이에 미국은 8일 서태평양에 주둔하고 있던 인디펜던스 항공모함을 대만 해협에 전개하겠다고 발표했다. 중국은 12일부터 20일까지 펑후현 인근에서 실탄 훈련을 감행했고 11일에는 니미츠 항공모함이 페르시아만에서 대만 해협으로 급히 출동했다. 15일에는 중국 정부가 18일부터 25일까지 모의 상륙 훈련 계획을 발표하면서 긴장은 갈수록 높아졌다.
2대의 항공모함을 대만 해협에 파견한 것은 대만을 지키겠다는 미국의 단호한 태도를 잘 보여준 것이었다. 이에 대만 정부와 야당인 민주진보당은 환영의 뜻을 나타냈지만 통일파 총통 후보 린양강과 중국은 미국의 행동을 외세의 개입이라며 비난했다.
미국의 단호한 태도에 중국은 당황할 수밖에 없었다. 객관적으로 분석했을 때 중국이 미국을 이길 수 없다는 것을 중국 스스로가 잘 알고 있었기 때문이었다. 그럼에도 물러설 수 없었던 중국은 예정되어 있던 모의 상륙 훈련을 총통 선거 기간에 진행했지만 이는 대만의 유권자들로 하여금 민진당이 아니라 리덩후이를 지지하도록 역효과를 내고 말았다.
결국 리덩후이가 30%p의 득표율 차이를 기록하며 재선에 성공하자 진짜 전쟁을 바라지는 않았던 중국이 먼저 군을 원대복귀하기 시작했고 미국도 4월에 대만 해협에 배치한 군을 원대복귀하면서 위기는 끝이 났다.

## 영향
하지만 중국이 여차하면 대만을 공격할 수 있다는 신호는 미국에게 큰 골칫거리로 다가왔고 미국은 대만에 막대한 양의 무기를 판매하여 대만을 지키고자 하게 되었다. 또한 일본과의 군사 협력을 통해 대만 방위를 위해 일본의 역할을 강조하기 시작했다.
한편 미국의 해군력을 따라잡기 위해 중국도 해군 강화에 박차를 가하기 시작했다. 러시아로부터 소브레메니급 구축함을 주문했으며 그 외에도 공격형 잠수함과 전투기를 추가로 주문했다. 또한 미완성 상태로 건조가 중단되었던 항공모함 바랴크를 우크라이나로부터 취득하여 랴오닝호 항공모함도 만들어냈다.
미국은 대만을 지키겠다는 확고한 의지는 보였지만 한편으론 현상 유지에 방점을 찍는 모습도 보였다. 위기가 진정된 뒤 1997년 클린턴은 하나의 중국 원칙을 재확인하고 여전히 대만을 국가로는 인정하지 않았다.

## 같이 보기
- 제1차 타이완 해협 위기
- 진먼 포격전
- 대만관계법